# 邻接代数
在代数图论中，图{\displaystyle G}的邻接代数（adjacency algebra）是这个图的邻接矩阵{\displaystyle A(G)}的多项式所组成的代数。它是一种矩阵代数，是{\displaystyle A}的各次幂的线性组合所组成的集合。
其他一些类似的数学对象也被称为“邻接代数”。

## 性质
{\displaystyle G}的邻接代数的性质与{\displaystyle G}的图论性质相关，例如各种谱、邻接性、连通性。
命题：顶点{\displaystyle i,j}之间长度为{\displaystyle d}路径的数目等于{\displaystyle A^{d}}的{\displaystyle (i,j)}元。
命题：对于直径为{\displaystyle d}的连通图，其邻接代数的维数至少是{\displaystyle d+1}。
推论：直径为{\displaystyle d}的连通图至少有{\displaystyle d+1}个不同的特征值。